# Теслич (громада)
Теслич (серб. Општина Теслић) — боснійська громада, розташована в регіоні Добой Республіки Сербської. Адміністративним центром є місто Теслич.

## Національний склад
Національний склад громади:
| Національна група  | Населення 1971 | Населення 1981 | Населення 1991 | Населення 2013 |
| ------------------ | -------------- | -------------- | -------------- | -------------- |
| Серби              | 32 756         | 35 024         | 32 962         | 29 041         |
| Босняки/Мусульмани | 10 000         | 11 148         | 12 802         | 7 184          |
| Хорвати            | 9 467          | 10 744         | 9 525          | 1 442          |
| Югослави           | 108            | 3 008          | 3 465          | -              |
| Інші               | 382            | 510            | 1 100          | 869            |
| Загалом            | 52 713         | 60 434         | 59 854         | 38 536         |